# Susan Landale
Susan Landale (* ve Skotsku) je významná francouzská varhanice.

## Životopis
Studovala na Univerzitě v Edinburghu, poté byla varhanicí v anglikánském kostele sv. Jiří v Paříži, kde působila osmnáct let. Susan Landale dlouhá léta vyučovala na Národní konzervatoři v Rueil-Malmaison Paříž. Zasedá v porotách řady mezinárodních varhanních soutěží (v Česku např. v roce 2006 Pražské jaro, v roce 2002 Mezinárodní interpretační soutěž Brno nebo v roce 2004 Mezinárodní varhanní soutěž Petra Ebena v Opavě). Natočila také některé skladby Petra Ebena (mj. Nedělní hudba, Laudes, Faust, Mutationes, Okna) a propagovala jeho hudbu ve Francii a Anglii.
- Ocenění:
  - 1963 – 1. cena z mezinárodní varhanní soutěže "St. Albans' International Festival"

- Čeští žáci:
  - Irena Chřibková – titulární varhanice u sv. Jakuba v Praze
  - Petr Rajnoha – vítěz mezinárodních varhanních soutěží (Norimberk, Gelsenkirchen)
  - Tomáš Thon – pedagog Církevní konzervatoře v Opavě